# Opala
Opala (ryska: Опала) är en stratovulkan på södra Kamtjatkahalvön i östra Ryssland. Den har en höjd på 2 460 meter över havet. Det senaste utbrottet skedde omkring år 610 e.Kr.